# Wetlugasaurus
Wetlugasaurus es un género extinto de temnospóndilos que vivieron a finales del período Triásico en lo que hoy es Rusia y Groenlandia.
 Tenía un cráneo de 22 centímetros de largo y alcanzaba una longitud total de 1 metro.

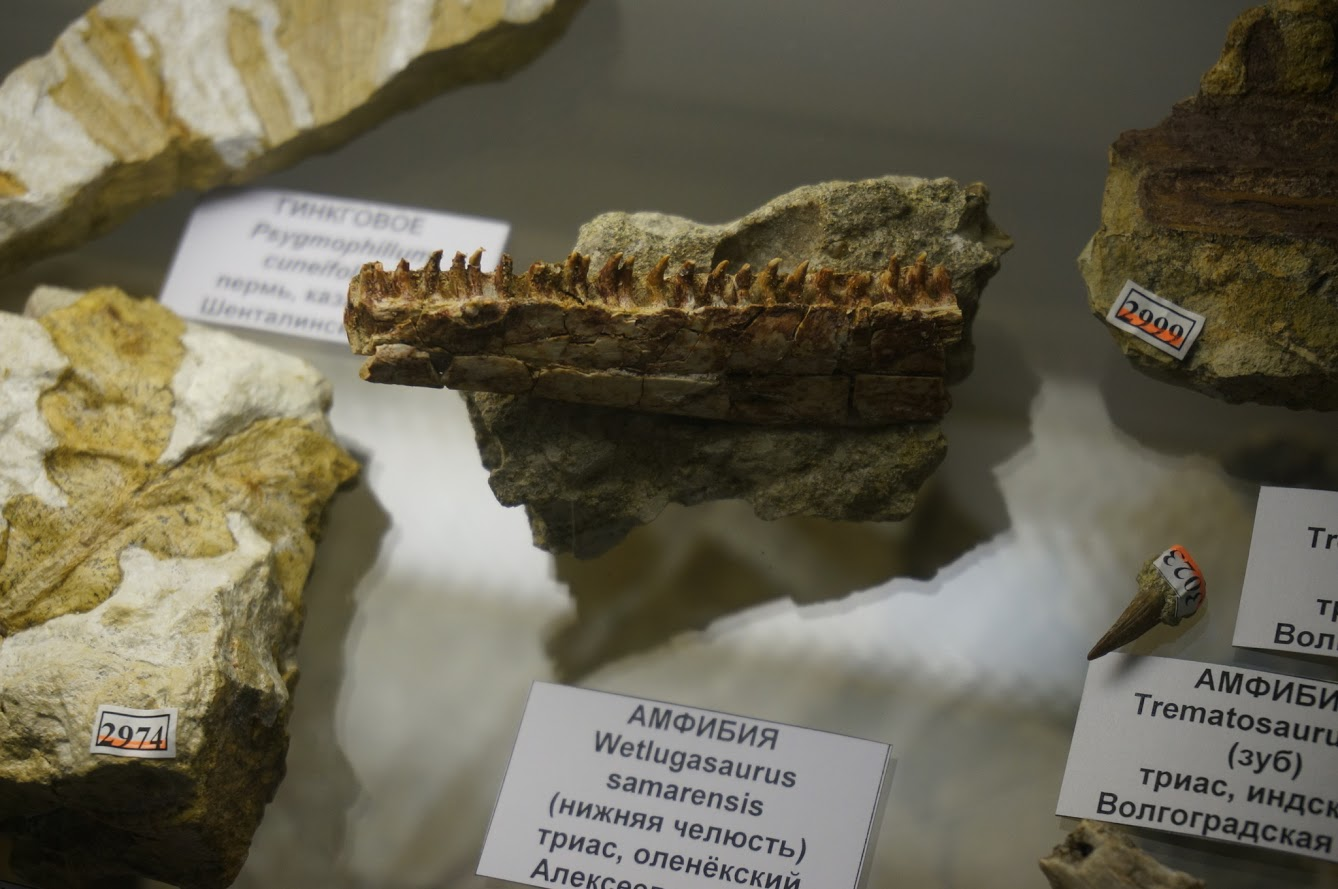
Wetlugasaurus samarensis